# Kapong
Kapong is een bestuurslaag in het regentschap Pamekasan van de provincie Oost-Java, Indonesië. Kapong telt 2765 inwoners (volkstelling 2010).